# Paragomphus nyasicus
Paragomphus nyasicus är en trollsländeart som beskrevs av Douglas E. Kimmins 1955. Paragomphus nyasicus ingår i släktet Paragomphus och familjen flodtrollsländor. IUCN kategoriserar arten globalt som livskraftig. Inga underarter finns listade i Catalogue of Life.